# Синегорское сельское поселение (Кировская область)
Синегорское сельское поселение  — муниципальное образование в составе Нагорского района Кировской области России.
Центр — село Синегорье.

## История
Синегорское сельское поселение образовано 1 января 2006 года согласно Закону Кировской области от 07.12.2004 № 284-ЗО.

## Население
| 2010  | 2012  | 2013  | 2014  | 2015  | 2016  | 2017  |
| ----- | ----- | ----- | ----- | ----- | ----- | ----- |
| 1614  | ↘1546 | ↘1497 | ↘1429 | ↘1372 | ↘1300 | ↘1253 |
| 2018  | 2019  | 2020  | 2021  |       |       |       |
| ↘1190 | ↘1123 | ↘1060 | ↘902  |       |       |       |

## Состав
В поселение входят 7 населённых пунктов (указана численность населения по состоянию на 2010 г.):
| - село Синегорье — 1150 чел.; - деревня Даниловцы — 0 чел.; - посёлок Крутой Лог — 134 чел.; - деревня Липовка — 131 чел.; - посёлок Мытьец — 18 чел.; - посёлок Первомайск — 179 чел.; - село Шкары — 2 чел. |